# 尼基塔·德米多夫

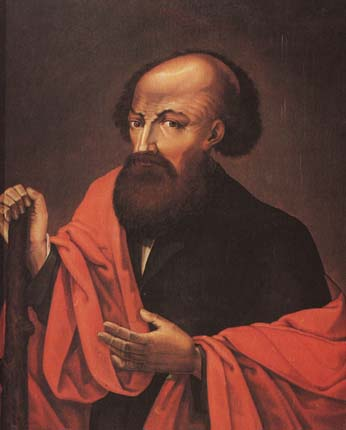
Nikita Antufiev, or Demidov

尼基塔·德米多夫（Никита Демидов；1656年4月5日—1725年11月28日），又譯尼基塔·傑米多夫，是俄羅斯帝國彼得大帝時期的工業大亨，也是著名軍工企業家族財團傑米多夫集團及德米多夫這個工業重鎮的奠基者。

## 生平

### 起源
尼基塔·德米多夫出生於今日俄羅斯聯邦西部圖拉州的圖拉。父親叫德米多·安替費耶夫（Демид Григорьевич Антуфьев，1624–1664。或作），原是Pavshino村（位於今日圖拉州的列寧斯基區）的一個農民，後來移居到圖拉，成為一位自由鐵匠。當尼基塔出生時，他父親在圖拉的鍛造業務已小有規模。八歲時，尼基塔的父親逝世。之後他亦走上成為鐵匠之路，並且成為了俄羅斯帝國陸軍的主要供應商，為軍隊生產鳥銃和斧槍。透過生產軍需品取得的特權，尼基塔於1694年至1696年間在圖拉興建了俄羅斯第一座冶金工廠，讓俄羅斯踏上了與英格蘭及瑞典王國比美生產優質鐵之路。
1699年，尼基塔在葉卡捷琳堡興建一座新的工廠。隨著俄羅斯向西伯利亚擴張，尼基塔在高爾班開設了西伯利亞的第一座鐵礦。1702年，沙皇批准他改姓德米多夫，還讓尼基塔奉沙皇之命在乌拉尔山脉開設鑄造廠。而這座鑄造廠也成為了俄羅斯第一座真正的軍備工廠。從1716年到725年，尼基塔合共在烏拉爾山區興建了四座鑄造廠。之後俄國在彼得大帝的改革後為取得一個可以與西方國家聯繫的出海口而向瑞典發動大北方戰爭（1700年–1721年）。尼基塔的工廠成為了俄軍的主要供應商，為軍隊供給槍炮，並且能比競爭者快兩倍但便宜兩倍的軍檄，使俄軍在戰爭勝出。9月21日，尼基塔獲彼得大帝封為貴族。
最後他在他的家鄉圖拉逝世。

## 家庭
現時尼基塔·德米多夫已確定有三名子女，很可能還有第四位。這三位如下：
- Akinfiy Demidov（1678–1745）
- Grigory Nikitich Demidov（？–1728）
- Nikita Nikitich Demidov（？–1758）